# Maszewo (osada)
Maszewo (Maszewo-Osada) – osada w Polsce, położona w województwie zachodniopomorskim, w powiecie goleniowskim, w gminie Maszewo.
Maszewo jest miejscowością podstawową (osada), ale jej nazwa nie jest używana jako adres.
Niecałe 100 m na zachód od osady przepływa w kierunku południowym struga Leśnica.
W latach 1946–1998 miejscowość położona była w województwie szczecińskim.
Do 1945 r. niemiecką nazwą osady była Massow.